# Cima di Eghen
La Cima di Eghen o Cima degli Eghen (1 626 m s.l.m.) si trova in Valsassina, vicino a Lierna sul Lago di Como, nei pressi del Monte Palagia.

## Caratteristiche
La Cima d'Eghen è uno sperone calcareo che guarda sulla Grigna settentrionale e la Valle di Era.